# 現代假名遣
現代假名遣（日语：／ Gendai Kanazukai */?），通稱新假名，是日本政府發佈的日語假名的使用規範。現行的現代假名遣是日本政府將1946年提出的内閣告示「現代假名遣（現代かなづかい）」修改後，在1986年7月1日以内閣告示第1號公布（日語正式名稱改寫為）。現代假名遣是當代用來記載日語的方式之一。
假名遣指的是假名使用方式的一組規範。「遣（日语： tsukai → ~dzukai ?）」在這裡的意思是「使用」。

## 概要
46年版現代假名遣（現代かなづかい）定性為「將現代語以假名來書寫的準則」，而86年版現代假名遣（現代仮名遣い）將其改為表現「為了書寫現代國語所使用假名的益處」，淡化具有限制色彩的內容。
46年版現代假名遣曾被設想為轉移至表音式假名遣之間的過渡工具。但是實際上想要將假名遣完全地表音化是不可能的，46年版現代假名遣就這樣定型了下來。86年版現代假名遣的不同表述可說是基於對這一事實的認識。
就具體内容來説，86年版現代假名遣的内容和46年版現代假名遣幾乎完全沒有變動。

## 原則
86年版現代假名遣有以下兩個原則：
- 大致依照現代語的音韻來書寫。
- 遇到某些特定用語時，尊重記載的慣例。

因為現代假名遣是將歷史性假名遣的記載法，基於表音主義依照現代語的音韻修改而成的假名遣，所以並不是完整的表音式記載法。

## 表記法
46年版現代假名遣採取將歷史性假名遣改寫的形式，而86年版現代假名遣首先說明將「把用語遵照現代語的音韻來書寫」之「原則」，再把「記載的慣例」作為「特例」補充在最後。
- 一個音的後面，跟著和同一段相同母音，而且該發音為的情況時，通常記載成。
- 而歷史性假名遣在發音的字詞，則將母音部份記載為。
- 歷史性假名遣的轉換成、轉為。
  - 例：發音為「（wa）」的單字通常記載成，不過作助词时，虽然發音同，仍写作。
  - 例：作助詞时，虽然發音同「（o）」，但仍写作。
  - 例：作助词时，虽然發音同「（e）」，但仍写作。
  - 例：交换（日语： kōkan ?）的發音為（kookan），记作（koukan），平文式為「kōkan」。
  - 例：永久（日语： eikyū）的發音為（eekyuu），记作（eikyuu），平文式為「eikyū」。
  - 例：远（日语： tōi）長音為，但拼成而非。
  - 例：狼（日语： ōkami）。歷史性假名遣的記載法是，發音為。現代假名遣記載為。
  - 例：伊呂波歌「有为的深山」一句中，的發音已變成了。

## 假名遣的比較

### 與歷史假名遣比較
在歷史假名遣中發音為「wa」的統一為。但助詞維持不變。
發音為「i」的統一為。
發音為「u」的統一為。
發音為「e」的統一為。但助詞維持不變。
發音為「o」的統一為。但助詞維持不變。
發音分別為「ō」、「kō」等的、等，統一為、等。
發音分別為「kyū」、「shū」等的、等，統一為、等。但「（说）」中不变，维持作。
發音分別為「kyō」、「shō」等的、等，統一為、等。
發音分別為「ka」、「ga」的、，統一為。
發音分別為「dji」「ji」、「dzu」「zu」的、統一為。但由于同音连呼以及二语联合产生的不变。

### 與46年版現代假名遣比較
86年版現代假名遣的內容與46年版現代假名遣的內容沒有太大區別，但有以下不同之處：
- 助詞的表記
- 四個假名（日语：四つ仮名）（日语：／，指）的表記
- 合拗音的表記

除此之外，列長音的表記也有差異。

## 對現代假名遣的批判
對現代假名遣的批判分成以下兩種意見。
1. 假名遣沒有反映發音，破壞了語言本身
2. 過於依賴漢字，不能算是表音

### 丸谷才一的批評要點
- 日語變得難讀
- 使得無法瞭解詞彙的語源
- 造成了許多詞彙沒有人知道如何記載
- 破壞了和五十音圖關聯的動詞活用法則
- 消滅了同語異發音的緩和空間
- 將拗音、促音用小字記載的方式讓書寫變得繁瑣

## 腳註

## 外部連結
- 現代仮名遣い （页面存档备份，存于） - 文化庁（日語）
- . kotobank （日语）.